# Шарль Гуно
Шарль-Франсуа Ґуно́ (фр. Charles François Gounod; 17 червня 1818 — 18 жовтня 1893) — французький композитор, диригент, один із творців французької ліричної опери.
Народився у Парижі в родині художника Франсуа-Луї Ґуно і викладачки музики Вікторії Ґуно (до шлюбу — Лемашуа). 1838 року вступив до Паризької консерваторії, а 1839 року одержав Римську премію за кантату «Фернан», що дала можливість провести на правах стипендіата понад два роки в Італії й один рік у Відні та Німеччині.
Після повернення до Парижа в 1843–1848 роках працював органістом і регентом у церкві Іноземних місій. У цей період компонував тільки духовні твори. До оперного жанру звернувся у 1850-х. Найвідомішою оперою митця є «Фауст», написаний 1859 року.
У творчому доробку композитора 14 опер, а також ораторії, меси, романси.
Був знайомий з багатьма діячами європейської музики, зокрема з Поліною Віардо, яка виконала заголовну партію в першій опері Ґуно «Сафо» (прапрем'єра — 16 квітня 1851 року). Саме в садибі Віардо у Брі Ґуно писав цей твір.

## Головні опери
- 1851: Сафо[fr]
- 1859: Фауст, за першою частиною однойменної драми Й.-В. Ґете
- 1864: Мірей[fr], на основі роману у віршах Ф. Містраля «Мірейо»
- 1865: Ромео і Джульєтта[fr], за однойменною трагедією В. Шекспіра.